# Caradrina xanthorhoda
Caradrina xanthorhoda là một loài bướm đêm trong họ Noctuidae.